# Kasztelania kamieńska
Kasztelania kamieńska – kasztelania mieszcząca się niegdyś w województwie kaliskim, z siedzibą (kasztelem) w Kamieniu Krajeńskim.

## Kasztelanowie kamieńscy
| Imię i nazwisko       | Okres urzędowania                       | p.    |
| --------------------- | --------------------------------------- | ----- |
| Dobrogost Ostroróg    | (już 1442?) 1443 – 1468                 | [ 2 ] |
| Mikołaj Bniński       | (już 1467?) 1471 – 1473                 | [ 2 ] |
| Andrzej Bniński       | 1473 – 1503                             | [ 2 ] |
| Wojciech Potulicki    | (już 1503?) 1504 – 1514 (jeszcze 1516?) | [ 2 ] |
| Andrzej Konarski      | (już 1514?) 1516 – 1517 (jeszcze 1519?) | [ 2 ] |
| Jan Rozdrażewski      | (już 1517?) 1519 – 1527                 | [ 2 ] |
| Przecław Potulicki    | 1527 – 1552 (jeszcze 1553?)             | [ 2 ] |
| Mikołaj Łącki         | 1553 – 1570 (jeszcze 1571?)             | [ 2 ] |
| Andrzej Gosławski     | (już 1570?) 1573 – 1580 (jeszcze 1581?) | [ 2 ] |
| Marcin Lwowski        | 1581 – 1590 (jeszcze 1591?)             | [ 2 ] |
| Andrzej Czarnkowski   | (już 1590?) 1591 – 1592 (jeszcze 1593?) | [ 2 ] |
| Marcin Padniewski     | (już 1592?) 1593 – 1603 (jeszcze 1605?) | [ 2 ] |
| Mikołaj Mieliński     | (już 1603?) 1605 – 1621 (jeszcze 1622?) | [ 2 ] |
| Andrzej Złotkowski    | 1622 – 1622 (jeszcze 1624?)             | [ 2 ] |
| Kasper Zebrzydowski   | 1624 – 1624                             | [ 2 ] |
| Wojciech Baranowski   | 1624 – 1640                             | [ 2 ] |
| Jan Czarnkowski       | 1640 – 1641 (jeszcze 1642?)             | [ 3 ] |
| Andrzej Gostyński     | (już 1641?) 1642 – 1653 (jeszcze 1654?) | [ 2 ] |
| Andrzej Starkowiecki  | 1654 – 1661                             | [ 2 ] |
| Wojciech Tolibowski   | 1661 – 1684 (jeszcze 1687?)             | [ 2 ] |
| Jakub Cielecki        | 1687 – 1689 (jeszcze 1692?)             | [ 2 ] |
| Józef Potocki         | (już 1689?) 1692 – 1714                 | [ 2 ] |
| Andrzej Firlej        | 1714 – 1718                             | [ 2 ] |
| Jan Krąkowski         | 1719 – 1733 (jeszcze 1734?)             | [ 2 ] |
| Stefan Brodzicki      | 1734 – 1744 (jeszcze 1748?)             | [ 2 ] |
| Stanisław Kossakowski | 1748 – 1761                             | [ 2 ] |
| Józef Potocki         | 1761 – 1772                             | [ 2 ] |
| Prokop Sczaniecki     | 1772 – 1777                             | [ 2 ] |
| Kazimierz Kierski     | 1777 – 1784                             | [ 2 ] |
| Makary Gorzeński      | 1784 – 1793                             | [ 4 ] |